# Caryota urens
El taquipán o palmera de cola de pescado (Caryota urens) es una palmera de la familia de las arecáceas, muy característica por sus hojas bipinnadas, el epíteto urens hace referencia a que sus frutos son urticantes.

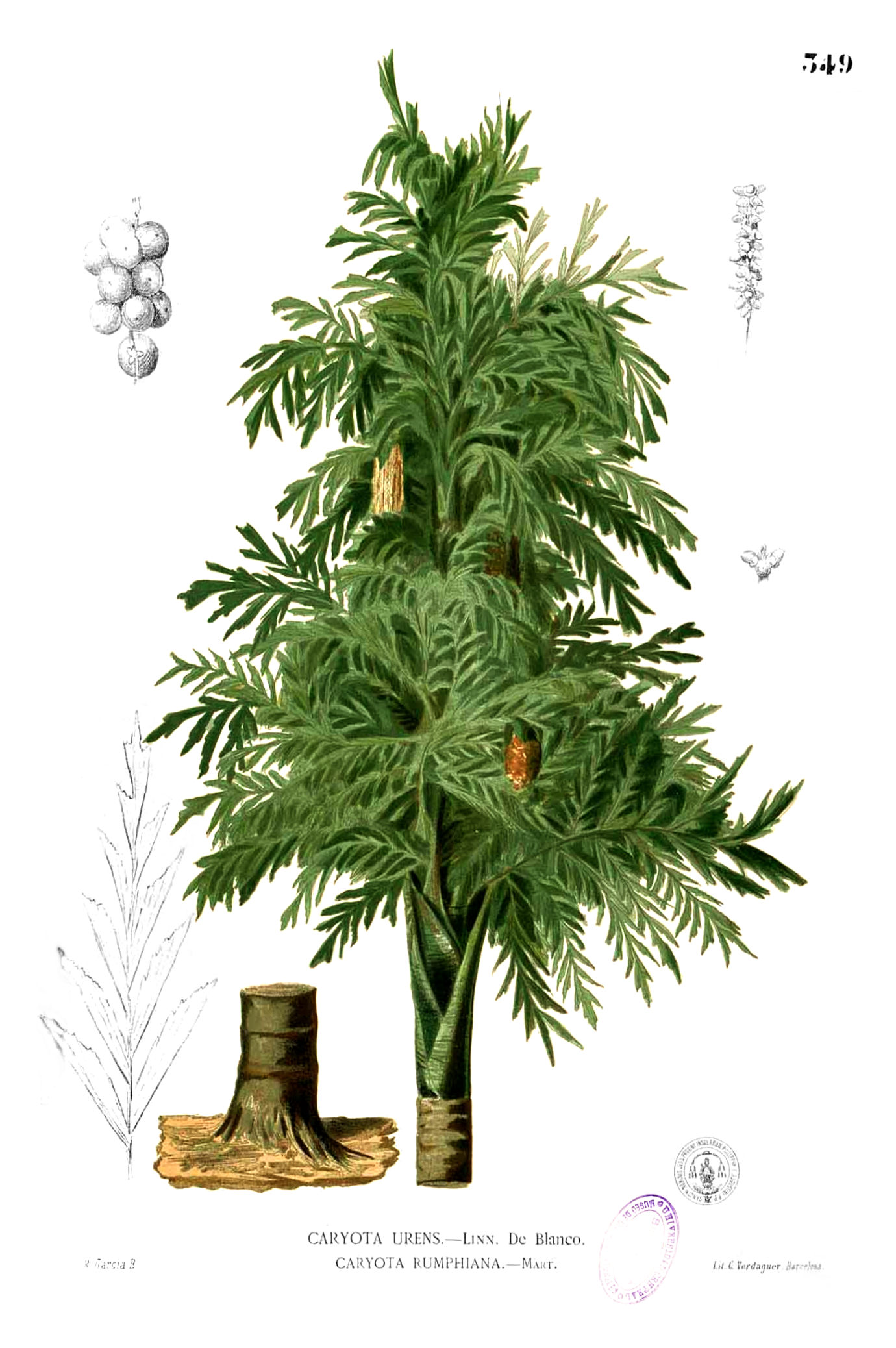
Ilustración

## Descripción
Caryota urens llamada vulgarmente cola de pescado por la forma de sus hojas es una palmera con tronco rectilíneo con anillos muy marcados de 15 a 20 m de altura y en torno a 40 cm de diámetro. Hojas de color verde brillante bipinnadas, con folíolos en forma de cuña, rasgados en su borde, lo que les da el aspecto de colas de pescado. Inflorescencias largas, pendientes y muy ramificadas. Frutos globulares primero verdes y luego amarillos, rojos y negros.

## Taxonomía
Caryota urens fue descrito por Carlos Linneo y publicado en Species Plantarum 2: 1189. 1753.
Etimología
Caryota: nombre genérico que deriva de la palabra griega: karyon que significa nuez.
urens: epíteto latino que significa "urticante"